# Vpliv kajenja tobaka na zdravje
Že dolgo časa so znane škodljive posledice kajenja tobaka za zdravje.  Kajenje je odgovorno za nastanek srčnih bolezni, cerebrovaskularnih bolezni, kronične pljučne bolezni in pljučnega raka. Le-te so najpogostejše bolezni v evropski regiji. V evropski regiji je tobak na drugem mestu dejavnikov tveganja za nastanek bolezni.
V svetovnem merilu je kajenje tobaka drugi največji vzrok za smrtnost v svetu. Trenutno je kajenje odgovorno za smrt enega od desetih odraslih (približno 5 milijonov smrti letno).

## Tobačni dim in njegove sestavine
Tobačni dim vsebuje več kot 4000 kemičnih sestavin, ki nastajajo pri  zgorevanju tobaka. 95 % tobačnega dima sestavlja plinska komponenta, ostalo so mešanica trdnih in tekočih delcev. Tobačni dim vsebuje vsaj 250 strupenih kemičnih snovi in več kot 50  sestavin je znanih kot rakotvornih. Nekatere izmed kemičnih sestavin, ki jih najdemo v tobačnem dimu, so strupene kovine in strupeni plini.
| Strupene kovine | Strupeni plini    | Rakotvorne kemične spojine |
| --------------- | ----------------- | -------------------------- |
| krom            | amonijak          | formaldehid                |
| arzen           | butan             | benzen                     |
| svinec          | vodikov cianid    | polonij-210                |
| kadmij          | ogljikov monoksid | vinilklorid (CH2CHCl)      |
|                 | toluen            |                            |

Pri izdelavi tobačnih izdelkov proizvajalci dodajo še druge dodatke. Njihov biološki učinek je za zdaj še neznan. Najbolj znane in nevarne sestavine tobačnega dima so katran, ogljikov monoksid in nikotin.

### Katran
Katran vsebuje številne snovi (policiklični aromatski ogljikovodiki, aromatični amini, nitrozamini), ki so dokazano rakotvorne. S tobačnim dimom pride v dihala tudi katran, ki draži sluznico, vzdržuje njeno vzdraženost in posledično poveča izločanje sluzi. Povzroča okvare delovanja migetalčnega epitelija dihalnih sluznic in povzroča kronični bronhitis, emfizem in raka na pljučih in drugih organih.

### Ogljikov monoksid
Zaradi nepopolnega zgorevanja tobaka nastaja ogljikov monoksid. Ta se zelo dobro veže na hemoglobin, ki prenaša kisik po krvnih žilah. Ker se ogljikov monoksid bolje veže na hemoglobin kot kisik, moti njegovo prenašanje in njegovo porabo v telesu.

### Nikotin
Nikotin je droga, ki povzroča odvisnost. V tobačnih izdelkih ga je dovolj, da povzroča in vzdržuje odvisnost odraslih in otrok. Nikotin v telesu povzroči takojšnjo odzivnost, ker povzroči sprostitev hormona adrenalina. Adrenalin stimulira telo in povzroči, da se nenadno sprosti glukoza. Zviša se tudi krvni tlak, frekvenca dihanja in srčni utrip. Tej stimulaciji sledi depresija in izčrpanost, ki pa vodi kadilca do želje, da prižge novo cigareto.

### Formaldehid
Formaldehid povečuje tveganje za levkemijo in možganskega raka

## Epidemiologija kajenja
Kajenje tobaka je drugi največji vzrok za smrtnost v svetu. Trenutno je kajenje odgovorno za smrt enega od desetih odraslih v svetovnem merilu (približno 5 milijonov smrti letno). Če se bo tak vzorec kajenja tobaka nadaljeval, bo povzročil 10 milijonov smrti letno ob letu 2020. Polovica ljudi, ki trenutno kadi tobak – to je okoli 650 milijonov ljudi –  bo slej ko prej umrlo zaradi posledic kajenja. Kajenje tobaka je četrti največji dejavnik tveganja za nastanek bolezni na svetu in drugi največji dejavnik tveganja za nastanek bolezni v evropski regiji.

## Kajenje tobaka kot dejavnik tveganja
Že leta 1964 so znanstveniki ugotovili, da kajenje tobaka povzroča kronični bronhitis, pljučnega raka in raka na žrelu. Z nadaljnjimi raziskavami so na seznam dodali vrsto novih bolezni, ki jih povzroča kajenje tobaka.

Kajenje tobaka je dejavnik tveganja tako pri odraslih kot pri adolescentih in otrocih.
Kajenje tobaka je dejavnik tveganja:
- za vrsto rakavih obolenj:  pljučni rak, rak ustne votline in žrela, rak grla, rak požiralnika, rak želodca, rak trebušne slinavke, rak ledvic, rak sečnega mehurja, rak materničnega vratu, rak prostate in levkemija,
- za koronarne srčne bolezni in cerebrovaskularne bolezni,[1]
- za akutne respiratorne bolezni in kronične pljučne bolezni (kronični bronhitis in emfizem),
- pri nosečnostnih izidih (omejitev fetalne rasti, nizka porodna teža in zmanjšanje porodne teže novorojenčka). Je dejavnik tveganja pri sindromu nenadne smrti dojenčka in pri prezgodnjem porodu,
- pri zmanjšanju kostne gostote pri ženskah v menopavzi in pri zlomih kolkov,
- za nastanek sive mrene.

Še nekatera dejstva:
- kajenje škoduje skoraj vsakemu organu v telesu, povzroča mnoge bolezni in zmanjšuje zdravje na splošno,
- kajenje z zmanjšano količino katrana in nikotina v cigaretah ne prinaša izboljšanja zdravja.

## Pasivno kajenje
Pasivno kajenje je vdihovanje mešanice plinov in delcev, ki sestavljajo dim iz goreče cigarete, cigare ali pipe in izdihanega tobačnega dima kadilcev.
Razlike med neposredno vdihanim dimom iz cigarete in dimom, ki se kadi iz goreče cigarete, so glede vpliva na zdravje minimalne.
- Pasivno kajenje povzroča srčne bolezni in pljučnega raka pri odraslih nekadilcih.
- Nekadilcem, ki so izpostavljeni tobačnemu dimu doma ali na delu, se poveča tveganje za srčne bolezni za 25-30 % in za pljučnega raka za 20-30 %.
- Vdihavanje tobačnega dima ima takojšnje posledice na kardiovaskularni sistem, kar poveča tveganje za srčni napad.
- Ljudje, ki že imajo srčno bolezen, so še posebej izpostavljeni.
- Izpostavljenost tobačnemu dimu pri otrocih lahko povzroča respiratorne simptome in upočasni rast njihovih pljuč.
- Pasivno kajenje pri otrocih povzroča nenadno smrt novorojenčka, akutne respiratorne infekcije, probleme z ušesi in pogostejše napade astme.

Svetovna zdravstvena organizacija ocenjuje, da je skoraj 700 milijonov otrok (kar je skoraj polovico vseh otrok na svetu) izpostavljenih tobačnemu dimu, zlasti doma. 43,9 % študentov je izpostavljenih tobačnemu dimu v svojih domovih in 55,8 % na javnih mestih. V Evropski uniji je leta 2002 umrlo 80.000 ljudi zaradi izpostavljenosti tobačnemu dimu.
Prepričanje, da izpostavljenost tobačnemu dimu (pasivno kajenje) ni nevarno, je netočna informacija. Tudi kratka izpostavljenost je lahko nevarna. Niti ventilacija ali filtriranje zraka ali oboje ne more zmanjšati izpostavljenosti tobačnemu dimu v zaprtih prostorih na tako raven, ki bi bila zadovoljiva za ohranjanje zdravja. Samo popolna odsotnost tobačnega dima v okolju nudi učinkovito zaščito.
Debato lahko zaključimo. Znanost je jasna. Pasivno kajenje ni samo nekaj motečega, ampak predstavlja resno tveganje za zdravje.— nekdanji predstojnik U.S. Surgeon General g. Richard Carmona, 

## Ali je kajenje tudi koristno?
- Nekateri zgodnejši viri navajajo naj bi kajenje tobaka imelo pozitiven učinek na Alzheimerjevo bolezen. Postavljena je bila trditev, da kajenje zmanjša tveganje za to bolezen. Znanstveniki v novejšem preglednem članku[23] to trditev zavržejo. Ugotavljajo nasprotno, da je povečanje kajenja v preteklosti povezano s povečano incidenco[14] Alzheimerjeve bolezni. Za bolj trden dokaz bo treba opraviti večje število raziskav. Če bo dodatna večja raziskava potrdila te rezultate, bo potrebno kajenje uvrstiti v javnozdravstveno prioriteto v boju proti Alzheimerjevi bolezni.
- Nekatere raziskave pokažejo, da ima kajenje varovalni učinek pred Parkinsonovo boleznijo pri kadilcih. Vendar pa novejša meta raziskava odkrije razliko pri varovalnem učinku kajenja med sedanjimi in bivšimi kadilci. Iz tega sledi, da je nepotrebno predpostavljati o zaščitnem učinku kajenja pred Parkinsonovo boleznijo. Ravno nasprotno. Raziskovalci ugotavljajo o možnosti obratnega učinka, kjer je bolj verjetno, da Parkinsonova bolezen varuje pred kajenjem zaradi razlage, da slabše motorične sposobnosti onemogočajo kajenje. Druga razlaga pravi, da je neuspeh za razvoj močne kadilske navade v zgodnji odrasli dobi pokazatelj zgodnjega simptoma in s tem prvega kliničnega pokazatelja za Parkinsonovo bolezen.[24][25] Lahko podamo razlago, da med kadilci ni Parkinsonove bolezni, ker dovolj zgodaj umirajo zaradi drugih bolezni, ki jih povzroča kajenje.[26]
- Pri določenih nevroloških boleznih (Parkinsonova bolezen) lahko v manjšem številu primerov pomaga nikotin. V tobačnem dimu je poleg nikotina več kot 4000 ostalih kemičnih snovi, ki dokazano škodujejo zdravju. Zaradi tega kajenje bolj škodi kot pa koristi pri nevroloških boleznih. Kajenje tobaka ni edini vir nikotina. Pacienti imajo na voljo nikotinske nadomestke (tablete, žvečilke, inhalatorji, dermalni obliži). Tobačne korporacije seveda želijo izkoristiti te ugotovitve pri promociji tobačnih izdelkov.
- Ni dokazov za trditev, da ima kajenje tobaka kakršnekoli koristne učinke na zdravje.

## Koristi prenehanja kajenja tobaka
Prenehanje kajenja tobaka ima vrsto prednosti:
- Prinaša takojšnje in tudi dolgoročne koristi pri zmanjšanju tveganja za nastanek bolezni, ki jih povzroča kajenje, in prinaša izboljšanje zdravja na splošno.[16]
- Bivši kadilci živijo dlje kot kadilci, ki kadijo še naprej. Na primer: kadilcem, ki prenehajo s kajenjem tobaka pred 50. letom starosti, se tveganje za smrtnost zmanjša za polovico v primerjavi s kadilci, ki kadijo še naprej.
- Prenehanje kajenja zmanjša tveganost za raka pljuč, drugih rakastih bolezni, srčno kap, možgansko kap in kronične pljučne bolezni.
- Ženske, ki prenehajo s kajenjem pred nosečnostjo ali v času 3 do 4 mesecev po zanositvi, zmanjšajo tveganje za nizko porodno težo novorojenčka v primerjavi z drugimi ženskami, ki niso nikoli kadile.
- Koristi za zdravje močno presegajo tveganje za pridobitev približno 2,3 kg telesne teže ali neželenih psiholoških učinkov kot možnih posledic prenehanja kajenja.
- V študijah za ugotavljanje učinkov na zdravje pri prenehanju kajenja je lahko med osebami, ki se razglasijo za nekadilce, tudi nekaj trenutnih kadilcev. Posledično so rezultati učinkov na zdravje pri prenehanju kajenja podcenjeni.

## Preventiva
"Preventiva je dejavnost, ki se ukvarja z varovanjem zdravja (preprečevanjem bolezni) in preprečevanjem poslabšanja bolezni." Pomembno pri preventivi je informiranje prebivalcev o škodljivostih kajenja in pasivnega kajenja. Profesionalna podpora in nasvet strokovnjaka še poveča možnost za opustitev kajenja.

### Kadilci
Najboljša preventiva pri kadilcih je takojšnje prenehanje kajenja tobaka. Problem pri prenehanju kajenja pri kadilcih je zasvojenost z nikotinom. Ugotovljeno je, da se pri prenehanju kajenja poveča vnos hrane v telo in zmanjša poraba energije v stanju počivanja, kar je odgovorno za povečanje telesne teže. Krajše posledice prenehanja kajenja vključuje nemir, razdražljivost, razočaranje, jeza, težave pri koncentraciji in nagonska potreba po kajenju. To so najpogostejši vzroki, ki predstavljajo oviro pri prenehanju kajenja.

### Nekadilci
Zaradi ugotovljene škodljivosti pasivnega kajenja je preventiva pri nekadilcih preprečiti kajenje in omogočiti popolno odsotnost tobačnega dima v zaprtih prostorih in na prostem. Ventilacija ali filtriranje zraka (ali kombinacija obojega) ne zmanjšujeta nevarnost izpostavljenosti tobačnemu dimu v zaprtih prostorih.

## Zgodovina

### Valvazorjev zapis o škodljivosti tobaka
Janez Vajkard Valvazor je v svojem delu Slava vojvodine Kranjske zapisal v prvi zvezek stran 327, naslednje opozorilo o škodljivosti tobaka - prevod iz nemščine:
»Da bi pa zbudil pravi strah pred kavo, tobakom in čajem, dodaja (doktor Franciscus de Coppinis) mandat, v katerem je angleški kralj svojim podložnikom prepovedal uživanje tobaka na suho- ki pa vseeno izsušuje- in nazadnje končuje to poglavje z opozorilom, naj po navodilu Seneke ne oponašamo strasti živali, sopotnic, ki slabotno bleketaje hitijo na klanje in naj ne hitimo v smrt tudi mi. Saj smo, drugače kot te, opremljeni s človeško pametjo, ta pa s svojo ostrino, s katero je nas, Evropejce, opremila božja modrost, daleč presega znanje Barbarov in Amerikancev.«

## Vpliv tobaka na rastline
V raziskavi The smokey situation (Gale, O'Malley, Gage, 1998)  so poskušali ugotoviti kako tobak vpliva na rast rastlin. Poskus so izvajali na fižolu. Na voljo so imeli 12 rastlin, šest rastlin je bilo testnih, šest pa kontrolnih. Rastline so postavili v stabilno rastno okolje, kjer so rastline imele zadostno svetlobo in konstantno temperaturo. Pred začetkom poskusa so vsem rastlinam izmerili višine in prešteli število listov. Kontrolne rastline so premestili v prostor kjer jih dim ne bo motil, testne skupine pa so dali pod akvarijsko posodo, kjer so jih izpostavljali cigaretnemu dimu. Prižgali so šest cigaret, eno cigareto za eno rastlino, in jo dali na pepelnik, pod akvarijsko posodo. Če je cigareta ugasnila so jo ponovno prižgali. Rastline so bile pod akvarijsko posodo toliko časa dokler ni pogorela cela cigareta in dokler ni izginil ves dim. Nato so zopet testne in kontrolne rastline dali v rastlinjak kjer so bili pogoji za vse rastline enaki.  Poskus so izvajali dva tedna. 
Prva stvar, ki so jo preučevali, je bila višina rastlin. Hipoteza, ki so jo postavili je bila, da bodo testirane rastline manjše od kontrolnih in da bodo hitreje umrle. Rezultati, ki so jih dobili so bili mešani, saj sta bili najmanjša in največja rastlina obe iz kontrolne skupine. Rezultati pa prav tako niso dali prave korelacije med rastlinami, ki so bile izpostavljene tobaku in tistimi ki niso bile izpostavljene. Pri številu listov pa so bili rezultati že bolj jasni. Kontrolna skupina je imela znatno večje število listov od testiranih rastlin.
Drugi poskus je bil podoben prvemu, le da je raziskovalka (Garcia, 2002)  za raziskovalne rastline uporabila šest rastlin zelja in šest rastlin zelene, prav toliko rastlin pa za kontrolno skupino. Poskus je bil sicer slabše zasnovan kot prvi, tudi rezultati niso bili strokovno podani. Raziskovalka je rastline dala v vrečke in jih zatesnila, notri pa je dala prav tako prižgano cigareto, ter tako zaprto pustila dve uri. Po dveh urah je rastlino vzela ven iz vrečke, jo izmerila prav tako pa je izmerila kontrolne skupine.
Tudi tretji poskus (Easton, Fancey, 2000)  je bil v osnovi podobno zasnovan kot ostala dva. Raziskovalca J. Easton in J. Fancey sta ugotavljala ali kemikalije v cigaretnem dimu vplivajo na rast špinače. Najprej sta zgradila dve topli gredi, ki sta bili enakih dimenzij. V prvi topli gredi so bili normalni pogoji, v druga topla greda pa je bila napolnjena s cigaretnim dimom.V vsako toplo gredo sta na vrh na sredino obesila dve lučki, ki sta zagotavljali enako temperaturo v obeh toplih gredah. Na spodnjo stran obeh toplih gred sta napravila luknje za vodno napeljavo. V lončke sta posadila semena špinače. Lončke s semeni sta zalivala vsak drugi dan. Rastline sta pustila rasti en mesec, opazovanja pa sta zapisovala tedensko. Po enem tednu so bili rezultati sledeči:
- Število rastlin zraslih iz semen je bilo v obeh toplih gredah sicer enako, vendar pa so se pojavljale druge razlike.
- Rastline v normalni topli gredi so prej vzklile, bile so dokaj velike in na pogled bolj zdrave od rastlin v zakajeni topli gredi.
- Barva listov rastlin v ne zakajeni topli gredi so bili lepo temno zeleni in svetleči, medtem ko je bila barva listov rastlin v zakajeni topli gredi svetlejša, nekateri listi so bili tudi nekoliko zviti in na določenih delih obarvani rjavo.

Po dveh tednih so bile razlike še bolj očitne. Rastline v nekadilski topli gredi so bile že zelo velike, vse so bile enakomerne rasti in po videzu zdrave, medtem ko so rastline v zakajeni topli gredi hitreje začele rasti šele v tem tednu. Pojavilo se je sicer več rastlin, vendar pa se je ena posušila. Višina rastlin v nezakajeni topli gredi se je gibala med 5,9 cm in 6,2 cm, medtem ko so se velikosti rastlin v zakajeni topli gredi gibale med 1 cm in 4,5 cm. Tudi barva listov se je nekoliko razlikovala. Rastline v nezakajeni topli gredi so bile temnejše zelene barve od rastlin v zakajeni topli gredi.
Po tretjem tednu rastline v zakajeni topli gredi v rasti niso nič napredovale in izgledale so zelo slabotne, medtem ko so rastline v nezakajeni topli gredi izgledale bolj zdrave, čeprav tudi ni bilo videti, da bi v rasti napredovale. 
V zadnjem – četrtem tednu so rastline v zakajeni topli gredi izgledale mrtve, medtem ko so rastline v nezakajeni topli gredi sicer bile nekoliko ovenele vendar še vedno žive. Rastline iz zakajene tople grede so bile vse polomljene, zato jih ni bilo mogoče izmeriti, prav tako pa je bilo polomljenih tudi večino rastlin v nezakajeni topli gredi. Edini zaključek, ki so ga dobili iz tega eksperimenta je bil, da rastline v zakajeni topli gredi ne rastejo tako hitro in tako visok, kot rastline v nezakajeni topli gredi.

## Zakonodaja v Republiki Sloveniji na področju kajenja tobaka
V Sloveniji smo uvedli spremembo zakona o omejevanju uporabe tobačnih izdelkov. Spremembe zakona prinašajo uvedbo popolne prepovedi kajenja v vseh zaprtih delovnih in javnih prostorih ter zviševanje starostne meje za nakup tobačnih izdelkov iz dosedanjih 15 let na 18 let ter starostno mejo 18 let tudi za tiste, ki prodajajo tobačne izdelke. K spremembam na tem področju Slovenijo zavezuje tudi Okvirna konvencija Svetovne zdravstvene organizacije za nadzor nad tobakom, ki jo je ratificirala tudi Slovenija.